# Salto da fé
Salto da fé é uma expressão utilizada para explicar a ruptura do estágio ético para o estádio religioso da existência, na filosofia de Sören Kierkegaard.
O homem que se encontra no estágio ético é aquele que se encontra devidamente "encaixado" sob às dimensões de realização ou de propósito existencial, a saber, seja alcançando a formação almejada, exercendo a profissão ou o encargo tido como notório(s) (como se tornando um pai de família). A partir do momento que estes marcadores de sentido existencial são alcançados, o Ser existente - que é naturalmente angustiado pela falta de sentido, que nunca cessa ou esgota - retoma a sua posição matricial de desolação existencial. 
Destarte, o existente (novamente) retomará a consciência da sua própria condição (finita, limitada, perecedora), em vias da decrepitude e da morte inexorável. Esse estado de consciência existencial, pois, fruto do trabalho auto-reflexivo, culmina em um "salto" para um outro estágio da existência, o estágio religioso.
Kierkegaard defendia que esse "pulo" para o estágio religioso é um verdadeiro "salto no escuro", pois não apresenta nenhuma garantia racional para o indivíduo, mas por isso mesmo é sua salvação. Esse salto representa não apenas uma passagem, haja visto que não é gradual ou feito de forma suave, serena. É um verdadeiro salto, um ato de coragem do existente - que além de realizar a transposição de uma antiga atitude perante à vida (ética), para outra, que será "religiosa" - [que] é capaz de reconhecer e experimentar a sua própria condição, através de pelo menos dois pressupostos: 1º) o que diz respeito a indiferença da vida que se impõe ao existente; 2º) a autoconstatação e autopercepção do exsitente quanto a sua irrelevância, uma vez que ele se encontra "jogado" num mundo sem sentido (que não foi feito para servi-lo ou porque o seu valor é fundamental).
O "salto na fé" coloca o indivíduo em relação direta com o Absoluto (comprometimento com Deus) e causa um rompimento entre ele e o geral (a sociedade e suas regras), realizando assim a exceção.
O indivíduo que deu o salto na fé, que se tornou exceção, não procura conciliar, inconciliáveis (Deus e o Mundo), estando disposto a sacrificar tudo por Deus, tal como ocorrera com Abraão, o Cavaleiro da Fé, em relação a seu filho, Isaac.
O homem do estágio religioso viverá a angústia de Abraão e seu testemunho será doloroso. Para Kierkegaard ser cristão é sofrer por amor a Deus, é ser perseguido, incompreendido, é estar apartado da multidão. Segundo o filósofo dinamarquês, comete um erro muito grande quem procura o cristianismo para fugir do sofrimento, do calvário. Esse vive um falso cristianismo. É o cristianismo dos rituais externos e não do grande acontecimento íntimo que muda completamente a existência.
Kierkegaard apontava como figura representativa do falso cristianismo o bispo Mynster, que depois das pregações de domingo, onde falava de renúncia, simplicidade e sacrifício, ia tomar parte dos jantares da corte.
Com o Salto da fé o indivíduo se torna exceção e terá assumido seu destino perante Deus.